# Bengaluru Football Club 2020-2021
Questa voce raccoglie le informazioni riguardanti il Bengaluru nelle competizioni ufficiali della stagione 2020-2021.

## Organico

### Rosa
| N. |                      | Ruolo | Calciatore            |
| -- | -------------------- | ----- | --------------------- |
| 1  | India (bandiera)     | P     | Gurpreet Singh Sandhu |
| 2  | India (bandiera)     | D     | Rahul Bheke           |
| 4  | India (bandiera)     | D     | Pratik Chowdhary      |
| 5  | Spagna (bandiera)    | D     | Juanan                |
| 6  | Australia (bandiera) | C     | Erik Paartalu         |
| 7  | Spagna (bandiera)    | A     | Xisco Hernández       |
| 9  | Norvegia (bandiera)  | A     | Kristian Opseth       |
| 10 | India (bandiera)     | C     | Harmanjot Khabra      |
| 11 | India (bandiera)     | A     | Sunil Chhetri         |
| 14 | Spagna (bandiera)    | C     | Dimas Delgado         |
| 15 | India (bandiera)     | D     | Wungngayam Muirang    |
| 17 | India (bandiera)     | A     | Edmund Lalrindika     |
| 18 | India (bandiera)     | A     | Thongkhosiem Haokip   |
| 19 | India (bandiera)     | D     | Ajith Kumar           |
| 21 | India (bandiera)     | A     | Udanta Singh          |
| 22 | India (bandiera)     | C     | Ashique Kuruniyan     |

| N. |                    | Ruolo | Calciatore             |
| -- | ------------------ | ----- | ---------------------- |
| 23 | Brasile (bandiera) | A     | Cleiton Silva          |
| 24 | India (bandiera)   | D     | Joe Zoherliana         |
| 25 | India (bandiera)   | C     | Namgyal Bhutia         |
| 27 | India (bandiera)   | C     | Suresh Singh Wangjam   |
| 28 | India (bandiera)   | P     | Lalthuammawia Ralte    |
| 29 | India (bandiera)   | C     | Parag Shrivas          |
| 30 | India (bandiera)   | P     | Lara Sharma            |
| 31 | India (bandiera)   | C     | Leon Augustine         |
| 32 | India (bandiera)   | C     | Naorem Roshan Singh    |
| 33 | India (bandiera)   | C     | Emanuel Lalchhanchuaha |
| 34 | India (bandiera)   | P     | Dipesh Chauhan         |
| 35 | India (bandiera)   | D     | Biswa Darjee           |
| 36 | India (bandiera)   | C     | Huidrom Thoi Singh     |
| 37 | India (bandiera)   | C     | Amay Morajkar          |
| 55 | Spagna (bandiera)  | C     | Fran González          |

### Staff tecnico
- Marco Pezzaiuoli - Allenatore
- Javier Pinillos - Vice allenatore
- Naushad Moosa - Vice allenatore

## Calciomercato
| Acquisti | Acquisti                | Acquisti       | Acquisti      |
| R.       | Nome                    | da             | Modalità      |
| -------- | ----------------------- | -------------- | ------------- |
| P        | Lalthuammawia Ralte     | FC Goa         | Definitivo    |
| P        | Gurpreet Singh Sandhu   |                |               |
| P        | Dipesh Chauhan          | Bengaluru U18  | Definitivo    |
| P        | Lara Sharma             | ATK B          | Definitivo    |
| D        | Pratik Chowdhary        | Mumbai City    | Definitivo    |
| D        | Juanan                  |                |               |
| D        | Wungngayam Muirang      | Gokulam Kerala | Definitivo    |
| D        | Joe Zoherliana          | Aizawl         | Definitivo    |
| D        | Rahul Bheke             |                |               |
| D        | Ajith Kumar             | Bengaluru B    | Definitivo    |
| D        | Namgyal Bhutia          | Bengaluru B    | Definitivo    |
| D        | Naorem Roshan Singh     | Bengaluru B    | Definitivo    |
| C        | Fran González           | Mohun Bagan    | Definitivo    |
| C        | Raphael Augusto         |                |               |
| C        | Erik Paartalu           |                |               |
| C        | Dimas Delgado           |                |               |
| C        | Suresh Singh Wangjam    |                |               |
| C        | Ashique Kuruniyan       |                |               |
| C        | Harmanjot Khabra        |                |               |
| C        | Parag Shrivas           |                |               |
| C        | Biswa Darjee            | Bengaluru B    | Definitivo    |
| C        | Ajay Chhetri            | Hyderabad      | Definitivo    |
| C        | Amay Morajkar           | Bengaluru B    | Definitivo    |
| C        | Huidrom Thoi Singh      | RF Youth Sport | Definitivo    |
| C        | Emanuel Lalchhanchhuaha | Bengaluru B    | Definitivo    |
| C        | Leon Augustine          | Bengaluru B    | Definitivo    |
| A        | Deshorn Brown           |                |               |
| A        | Udanta Singh            |                |               |
| A        | Edmund Lalrindika       | East Bengal    | Fine prestito |
| A        | Cleiton Silva           | Suphanburi     | Definitivo    |
| A        | Sunil Chhetri           |                |               |
| A        | Thongkhosiem Haokip     |                |               |
| A        | Kristian Opseth         | Adelaide Utd   | Definitivo    |

| Cessioni | Cessioni               | Cessioni         | Cessioni   |
| R.       | Nome                   | a                | Modalità   |
| -------- | ---------------------- | ---------------- | ---------- |
| P        | Prabhsukhan Singh Gill | Kerala Blasters  | Definitivo |
| P        | Aditya Patra           |                  | Svincolato |
| D        | Nishu Kumar            | Kerala Blasters  | Definitivo |
| D        | Rino Anto              | East Bengal      | Definitivo |
| D        | Gursimrat Singh Gill   | Bengaluru United | Definitivo |
| D        | Albert Serrán          |                  | Svincolato |
| C        | Eugeneson Lyngdoh      | East Bengal      | Definitivo |
| C        | Nili                   | Larissa          | Definitivo |
| A        | Kevaughn Frater        | Maccabi Netanya  | Definitivo |
| A        | Manuel Onwu            | Odisha           | Definitivo |

### Mercato invernale
| Acquisti | Acquisti        | Acquisti | Acquisti   |
| R.       | Nome            | da       | Modalità   |
| -------- | --------------- | -------- | ---------- |
| A        | Xisco Hernández |          | Svincolato |

| Cessioni | Cessioni      | Cessioni      | Cessioni   |
| R.       | Nome          | a             | Modalità   |
| -------- | ------------- | ------------- | ---------- |
| C        | Ajay Chhetri  | East Bengal   | Prestito   |
| A        | Deshorn Brown | NorthEast Utd | Definitivo |

### Post campionato
| Acquisti | Acquisti           | Acquisti    | Acquisti   |
| R.       | Nome               | da          | Modalità   |
| -------- | ------------------ | ----------- | ---------- |
| D        | Yrondu Musavu-King |             | Svincolato |
| C        | Akashdeep Singh    | Bengaluru B | Definitivo |
| C        | Muhammed Inayath   | Bengaluru B | Definitivo |
| A        | Damait Lyngdoh     | Bengaluru B | Definitivo |
| A        | Sivasakthi N       | Bengaluru B | Definitivo |

| Cessioni | Cessioni            | Cessioni     | Cessioni   |
| R.       | Nome                | a            | Modalità   |
| -------- | ------------------- | ------------ | ---------- |
| D        | Rahul Bheke         |              | Svincolato |
| D        | Juanan              |              | Svincolato |
| C        | Fran González       |              | Svincolato |
| C        | Dimas Delgado       |              | Svincolato |
| C        | Harmanjot Khabra    |              | Svincolato |
| A        | Xisco Hernández     |              | Svincolato |
| A        | Kristian Opseth     | Sarpsborg 08 | Definitivo |
| A        | Thongkhosiem Haokip |              | Svincolato |

#### Cambio di allenatore
| Allenatore in uscita    | Motivo  | Dal            | Fino al        | Allenatore in entrata   | A partire dal  |
| ----------------------- | ------- | -------------- | -------------- | ----------------------- | -------------- |
| Carles Cuadrat          | Esonero | 14 giugno 2018 | 6 gennaio 2021 | Naushad Moosa (Interim) | 6 gennaio 2021 |
| Naushad Moosa (Interim) | Interim | 6 gennaio 2021 | 31 marzo 2021  | Marco Pezzaiuoli        | 31 marzo 2021  |

## Risultati

### Indian Super League
| Arbitro: | Srikrishna C. |

|                      |           |                              |
| Igor Angulo 66’, 69’ | Marcatori | 27’ Cleiton Silva 57’ Juanan |

| Margao 28 novembre 2020, ore 19:00 UTC+5:30 2ª giornata | Bengaluru | 0 – 0 referto | Hyderabad | Fatorda Stadium (0 spett.)\| Arbitro: \| Kumar S. \| |
| Arbitro:                                                | Kumar S.  |               |           |                                                      |

| Arbitro: | Kumar Gupta R. |

|  |           |                          |
|  | Marcatori | 54’ (Rig.) Sunil Chhetri |

| Arbitro: | Nagvenkar T. |

|                             |           |                                 |
| Juanan 13’ Udanta Singh 70’ | Marcatori | 4’ Rochharzela 78’ Luís Machado |

| Arbitro: | John C. |

|                                                                           |           |                                             |
| Cleiton Silva 29’ Kristian Opseth 52’ Dimas Delgado 53’ Sunil Chhetri 65’ | Marcatori | 17’ Rahul Kannoly Praveen 61’ Vicente Gómez |

| Arbitro: | Kumar S. |

|                   |           |                                     |
| Steven Taylor 71’ | Marcatori | 38’ Sunil Chhetri 79’ Cleiton Silva |

| Arbitro: | Srikrishna C. |

|                         |           |  |
| David Joel Williams 33’ | Marcatori |  |

| Arbitro: | Meitei A. |

|  |           |                 |
|  | Marcatori | 79’ Stephen Eze |

| Arbitro: | Srikrishna C. |

|                          |           |                                                          |
| Sunil Chhetri 77’ (Rig.) | Marcatori | 9’ Mourtada Fall 15’ Bipin Singh 84’ Bartholomew Ogbeche |

| Arbitro: | Kundu H. |

|  |           |                     |
|  | Marcatori | 20’ Matti Steinmann |

| Arbitro: | Nagvenkar T. |

|                  |           |                 |
| Luís Machado 27’ | Marcatori | 49’ Rahul Bheke |

| Arbitro: | Kundu H. |

|                                                         |           |                   |
| Lalthathanga Khawlhring 73’ Rahul Kannoly Praveen 90+4’ | Marcatori | 24’ Cleiton Silva |

| Arbitro: | Nagvenkar T. |

|                   |           |                   |
| Erik Paartalu 82’ | Marcatori | 8’ Diego Maurício |

| Arbitro: | Banerjee M. |

|                                             |           |                                     |
| Aridane Santana 86’ Francisco Sandaza 90+1’ | Marcatori | 9’ Sunil Chhetri 61’ Leon Augustine |

| Arbitro: | Srikrishna C. |

|  |           |                                              |
|  | Marcatori | 12’ Cleiton Silva 45’ (A.g.) Debjit Majumder |

| Margao 5 febbraio 2021, ore 15:00 UTC+5:30 17ª giornata | Bengaluru  | 0 – 0 referto | Chennaiyin | Fatorda Stadium (0 spett.)\| Arbitro: \| Banerji P. \| |
| Arbitro:                                                | Banerji P. |               |            |                                                        |

| Arbitro: | Arumughan R. |

|  |           |                                       |
|  | Marcatori | 37’ (Rig.) Roy Krishna 44’ Marcelinho |

| Arbitro: | Kumar Gupta R. |

|                         |           |                                                |
| Adam le Fondre 50’, 72’ | Marcatori | 1’, 22’ Cleiton Silva 57’, 90+4’ Sunil Chhetri |

| Arbitro: | Crystal J. |

|                          |           |                                  |
| Suresh Singh Wangjam 33’ | Marcatori | 20’ Igor Angulo 23’ Redeem Tlang |

| Arbitro: | Arumughan R. |

|                                                        |           |                                     |
| Stephen Eze 16’ Seiminlen Doungel 34’ David Grande 40’ | Marcatori | 62’ Fran González 71’ Sunil Chhetri |

### Andamento in campionato
| Giornata  | 1 | 2 | 3 | 4 | 5 | 6 | 7 | 8 | 9 | 10 | 11 | 12 | 13 | 14 | 15 | 16 | 17 | 18 | 19 | 20 | 21 | 22 |
| --------- | - | - | - | - | - | - | - | - | - | -- | -- | -- | -- | -- | -- | -- | -- | -- | -- | -- | -- | -- |
| Luogo     | T | C | X | T | C | C | T | T | C | C  | C  | T  | T  | C  | T  | T  | C  | C  | T  | X  | C  | T  |
| Risultato | N | N | X | V | N | V | V | P | P | P  | P  | N  | P  | N  | N  | V  | N  | P  | V  | X  | P  | P  |
| Posizione | 5 | 6 | 6 | 4 | 5 | 4 | 3 | 3 | 5 | 5  | 6  | 6  | 7  | 7  | 7  | 6  | 6  | 7  | 6  | 7  | 7  | 7  |

Legenda:

Luogo: C = Casa; T = Trasferta. Risultato: V = Vittoria; N = Pareggio; P = Sconfitta.

### AFC Cup

#### 2º turno preliminare
| Arbitro: | Ali Reda |

|                                                               |           |  |
| Rahul Bheke 51’, 70’ Sunil Chhetri 58’ Cleiton Silva 64’, 66’ | Marcatori |  |

#### Turno play-off
| Arbitro: | Kassem Elhatmy |

|                 |           |  |
| Jayesh Rane 26’ | Marcatori |  |

#### 1º turno
| Arbitro: | Mohammad Arafah |

|                                    |           |  |
| Roy Krishna 39’ Subashish Bose 46’ | Marcatori |  |

| Malé 21 agosto 2021, ore 13:00 UTC+5:30 | Bengaluru   | 0 – 0 referto | Bashundhara Kings | Rasmee Dhandu Stadium (0 spett.)\| Arbitro: \| T. Alkatiri \| |
| Arbitro:                                | T. Alkatiri |               |                   |                                                               |

| Arbitro: | T. Alkatiri |

|                                      |           | |
| Hamza Mohamed 67’ Ahmad Abdullah 82’ | Marcatori | 6’ Udanta Singh 19’ Cleiton Silva 36’ Leon Augustine 70’ Sivasakthi N 85’, 90+2’ Bidyashagar Singh |

#### Andamento
| Giornata  | 1 | 2 | 3 |  |
| --------- | - | - | - |  |
| Luogo     | T | C | T |  |
| Risultato | P | N | V |  |
| Posizione | 4 | 3 | 3 |  |

Legenda:

Luogo: C = Casa; T = Trasferta. Risultato: V = Vittoria; N = Pareggio; P = Sconfitta.